# Араго, Этьенн
Этьенн Араго (фр. Étienne Arago; 1802—1892) — французский драматург, политик и журналист, брат выдающегося учёного Франсуа Араго и драматурга Жака Этьена Виктора Араго.

## Биография

### Первая половина жизни
Этьенн Араго родился 9 февраля 1802 года в городе Перпиньяне.
После получения необходимого образования Араго работал препаратором по химии в парижской Политехнической школе, но скоро променял научную карьеру на драматургию. Его водевили, комедии, феерии и мелодрамы зачастую сочинялись в сотрудничестве с другими писателями и позднее устарели.
С 1829 по 1840 год Этьенн Араго был директором театра «Водевиль», сотрудником в различных политических и литературных журналах и одним из основателей радикальной ежедневной газеты «La Réforme».
Как видный политический деятель, Араго принимал непрерывное участие в оппозиционной борьбе во времена Июльской монархии, дважды сражался на баррикадах (27—29 июля 1830 года и в феврале 1848 года).

### Вклад в развитие почты
После Февральской революции, благодаря влиянию своего брата Доминика Франсуа, Араго сделался руководителем почтового департамента. Находясь на этом посту до 10 декабря 1848 года, Араго ввёл в употребление франкирование (оплачивание) писем марками и установил общий для всей Франции почтово-весовой тариф.

### Последующие годы
Как депутат учредительного собрания, Этьенн Араго принадлежал к республиканской левой политической партии. После участия в качестве офицера национальной гвардии в неудавшемся восстании 13 июня 1849 года Араго бежал в Бельгию, а потом жил в Голландии, Англии и Сардинии, пока ему не было разрешено возвратиться в Париж вследствие амнистии 1859 года.
Ко времени изгнания относятся следующие его произведения: «Spa, son origine, son histoire etc.» — стихотворение в семи песнях, «Le Deux Décembre» — поэма в пяти песнях и стихотворение «Une voix dans l’exil».
По возвращении он состоял театральным рецензентом появившегося тогда «L’Avenir national», где сотрудничал до 1870 года.
После падения Второй французской империи новое правительство назначило его мэром города Парижа. Неопытный в делах городского хозяйства, он оказался неспособным к этой ответственной должности и вследствие беспорядков был вынужден оставить её 15 ноября 1870 года, уступив место Жюлю Ферри.
В феврале 1878 года он был назначен архивариусом в «École des beaux arts», a затем директором Люксембургского музея, для которого ему удалось добиться нового помещения. Он приготовил к изданию воспоминания о событиях Второй республики, под заглавием: «Ce que j’ai vu».
Скончался 7 марта 1892 года Париже, похоронен на кладбище Монпарнас.

## Избранные труды
Этьенн Араго оставил после себя многочисленные сочинения, включая:
- Stanislas (1823);
- L’Anneau de Gygès (1824);
- Le Pont de Kehl (1824);
- Un jour d’embarras (1824);
- L’Amour et la guerre (1825);
- Le Compagnon d’infortune (1825);
- C’est demain le treize (1826);
- Lia ou Une nuit d’absence (1826);
- Le Départ, séjour et retour (1827);
- La Fille du portier (1827);
- La Fleuriste (1827);
- Gérard et Marie (1827);
- L’Avocat (1827);
- Mandrin (1827);
- Pauvre Arondel (1827—1828);
- Les Quatre Artistes (1827);
- Le Rabot et le cor de chasse (1828);
- Le Malade par circonstance (1829);
- Paul Morin (1829);
- Le Cousin Frédéric (1829);
- Cagotisme et liberté (1830);
- Arwed ou Les Représailles (1830);
- Vingt-sept, 28 et 29 juillet (1830);
- Madame Dubarry (1831);
- Les Chemins en fer (1833);
- La Vie de Molière (1832);
- Le Prix de folie (1834);
- Les Malheurs d’un joli garçon (1834);
- Théophile (1834);
- Les Pages de Bassompierre (1835);
- Paris dans la comète (1835);
- Arriver à propos (1836);
- Le Démon de la nuit (1836);
- Casanova au fort St André (1841);
- Le Mari à la ville et la femme à la campagne (1837);
- Le Secret de mon oncle (1837);
- Le Cabaret de Lustucru (1838);
- Les Maris vengés (1839);
- Les Mémoires du diable (1842);
- Brelan de troupiers (1843);
- Une Invasion de grisettes (1844);
- Les Aristocraties (1847).